# Onychogomphus aequistylus
Onychogomphus aequistylus – gatunek ważki z rodziny gadziogłówkowatych (Gomphidae). Endemit Madagaskaru, występuje w północnej, centralnej i południowo-wschodniej części wyspy.